# (4306) Dunaevskij
(4306) Dunaevskij (1976 SZ5) – planetoida z grupy pasa głównego asteroid okrążająca Słońce w ciągu 5,53 lat w średniej odległości 3,13 j.a. Odkryta 24 września 1976 roku.